# Anchoa starksi
Anchoa starksi is een straalvinnige vis uit de familie van ansjovissen (Engraulidae), orde van haringachtigen (Clupeiformes). De vis kan een lengte bereiken van 7 centimeter.

## Leefomgeving
Anchoa starksi komt in zeewater en brak water voor. De soort komt voor in tropische wateren in de Grote Oceaan.

## Relatie tot de mens
Anchoa starksi is voor de visserij van potentieel belang. In de hengelsport wordt er weinig op de vis gejaagd.